# Guillem II d'Acaia
Guillem II d'Acaia (en francès: Guillaume de Villehardouin; v.1211—1 de maig del 1278), fou el darrer príncep sobirà d'Acaia de la dinastia Villehardouin que va governar Acaia, car si bé la seva filla Isabel I n'esdevingué princesa, ho fou sota el vassallatge de Carles I d'Anjou.

## Llinatge
Guillem II d'Acaia era fill de Jofre I d'Acaia i germà de Jofre II d'Acaia. Tots dos pertanyien a la dinastia Villehardouin d'Acaia, una família originària del comtat de Xampanya que s'havia instal·lat al Peloponès amb la Quarta Croada. Pel que fa a la seva mare, se sap que es deia Elizabet, però els historiadors no s'han posat d'acord sobre el seu llinatge, encara que la majoria la identifiquen amb Elizabet de Chappes,

## Guerra contra l'Imperi de Nicea
El 1236 auxilià l'Imperi Llatí contra l'atac de l'Imperi de Nicea, estat grec hereu del derrocat Imperi Romà d'Orient. De resultes d'este fet, fou recompensat amb el Ducat de Naxos i d'altres territoris venecians.
El 1239 es casà amb la filla (de nom no conegut) de Narjot de Toucy.

## Príncep d'Acaia
El 1246, a la mort del seu germà Jofre II d'Acaia sense descendència, el succeí com a príncep d'Acaia. Durant el seu govern conquerí la pràctica totalitat del Peloponès (anomenat Morea a l'edat mitjana), i edificà una fortalesa a Mistra, a prop d'Esparta. El 1249 capturà Monembasia amb l'ajut dels seus vassalls d'Eubea, i més tard en aquell mateix any, acompanyà al rei Lluís IX de França durant la setena croada, unint-se-li a Xipre amb 400 cavallers i 28 naus. En recompensa, Lluís IX de França li garantí llicència per emetre monedes pròpies anomenades tournois, a l'estil de la moneda reial de França.

## Guerra de successió d'Eubea
Durant el seu govern com a príncep d'Acaia fou reconegut com a senyor pel Ducat de Naxos, pel Ducat d'Atenes i pels senyors venecians d'Eubea. El 1255 la seva segona muller, la veneciana Carintana dalle Carceri morí, fet que provocà la disputa per la successió del seu feu a Eubea. Finalment esclatà un conflicte entre la República de Venècia i el Principat d'Acaia, anomenat guerra dels terzieri d'Eubea. Guillem II de Villehardouin guanyà la guerra i derrotà el duc d'Antenes el 1258, cosa que va refermar la seva influència sobre el ducat.

## Guerra i derrota contra l'Imperi de Nicea: l'Imperi Romà d'Orient restaurat
El 1259 es casà novament amb Anna Ducaina, filla del dèspota de l'Epir Miquel II Àngel-Comnè Ducas, i d'eixa manera es va formar una aliança defensiva contra l'Imperi de Nicea que també incloïa a Manfred de Sicília. El setembre del mateix 1259, liderà les forces del Principat d'Acaia contra l'Imperi de Nicea en la batalla de Pelagònia. Però els seus aliats del Despotat de l'Epir l'abandonaren i Guillem II de Villehardouin fou derrotat i capturat. Romangué captiu fins al 1262 quan, a canvi de la seva llibertat, va ser forçat a entregar Monembasia i Mistra al restaurat Imperi Romà d'Orient.

## Tractat de Viterbo
En tan sols dos anys, Guillem II de Villehardouin havia perdut gran part del seu poder, havia arruïnat els recursos del seu territori i havia vist com el seu senyor, Balduí II de Constantinoble, era derrotat i s'ensorrava l'Imperi Llatí, mentre que era restaurat l'Imperi Romà d'Orient. El 1267 Balduí II de Constantinoble i Guillem II de Villehardouin signaren el Tractat de Viterbo amb Carles I d'Anjou, amb l'objectiu que aquest aportàs el fons per reconquerir l'Imperi Llatí; però una de les clàusules del tractat exigia el matrimoni d'Isabel I d'Acaia, filla de Guillem II de Villehardouin, amb Felip d'Anjou-Nàpols, fill de Carles I d'Anjou, amb la condició que si la parella no tenia fills, el Principat d'Acaia seria revertit directament a Carles I d'Anjou.

## Aixecament del Regne de Sicília
En virtut del Tractat de Viterbo, Guillem II de Villehardouin i 400 cavallers d'Acaia lluitaren contra Conradí de Sicília en la batalla de Tagliacozzo el 1268.

## Família
Guillem II d'Acaia només va tenir descendència amb la tercera esposa, Anna Doucaina, i tingueren dues filles:
- Isabel I d'Acaia
- Margarida d'Acaia, baronessa de Matagrifó i senyora d'Akova.

## Cultura trobadoresca
Guillem II de Villehardouin també fou conegut per ser poeta i trobador. És conegut que era hàbil tant en francès medieval com en grec. Al Manuscrit du Roi, escrit durant el seu govern, hi ha dues composicions seves.

## Títols i successors
Seguint el Tractat de Viterbo, Isabel I d'Acaia es casà amb Felip d'Anjou-Nàpols, fill de Carles I d'Anjou. Però Felip morí jove i la parella no va tenir fills, de manera que Carles I d'Anjou esdevingué successor de Guillem de Villehardouin quan aquest morí el 1278 com a Príncep d'Acaia. A partir d'aleshores el principat fou governat com una província del Regne de Nàpols; progressivament, la influència i el poder del Principat d'Acaia anaren decaient en favor de l'estat vassall però emergent Ducat d'Atenes, convertint-se aquest durant el segle xiv en l'estat croat més poderós de Grècia.
| Guillem II d'Acaia Mort: 1 de maig 1278 |                                                          |                                                                            |
| Títols                                  |                                                          |                                                                            |
| Precedit per: Jofre II d'Acaia (germà)  | Príncep d'Acaia (Llista de prínceps d'Acaia) (1246-1278) | Succeït per: Carles II d'Anjou Cessió directe segons el Tractat de Viterbo |